# Schronisko Górskie „Dom Śląski”

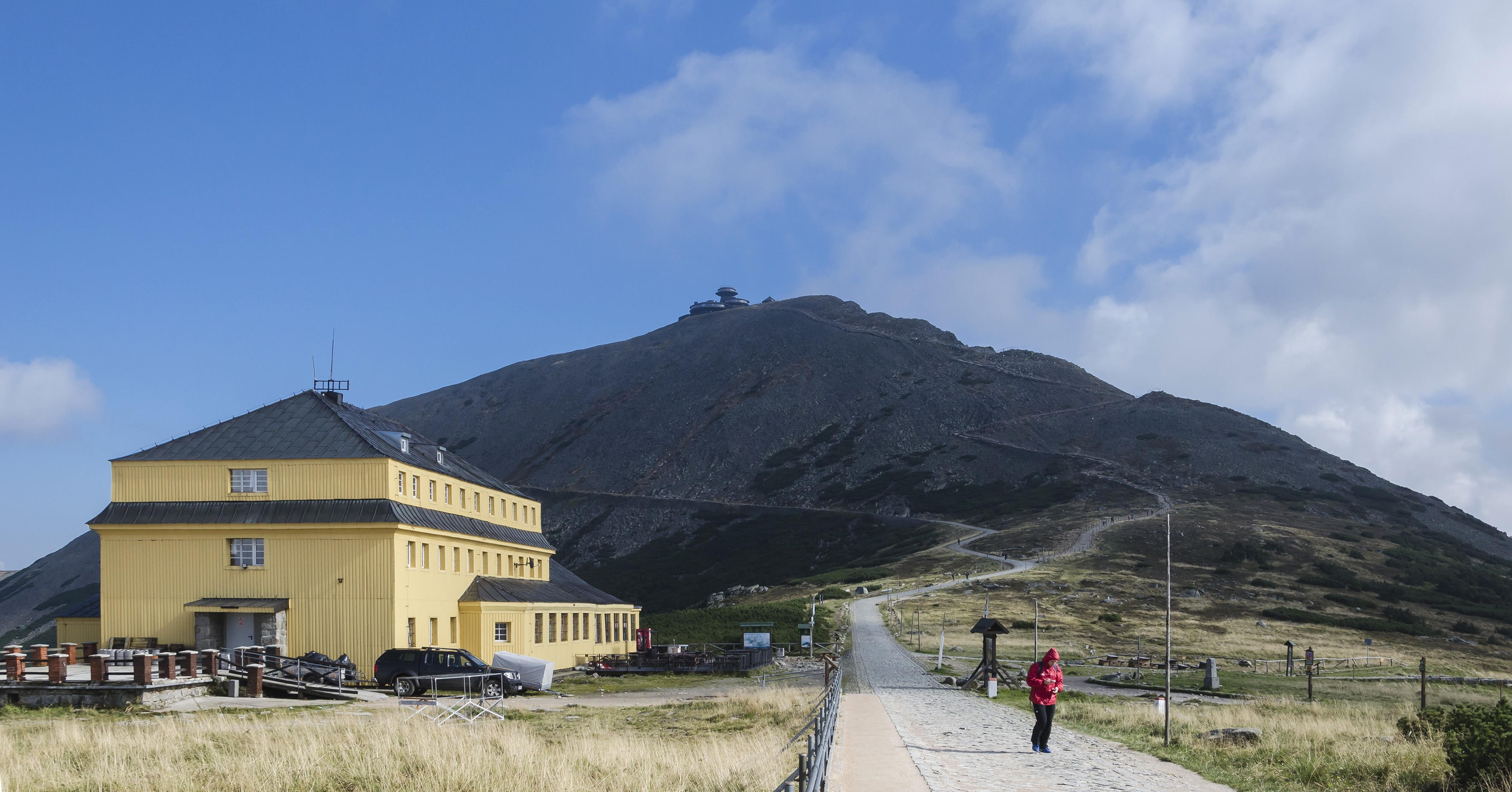
Widok od zachodu

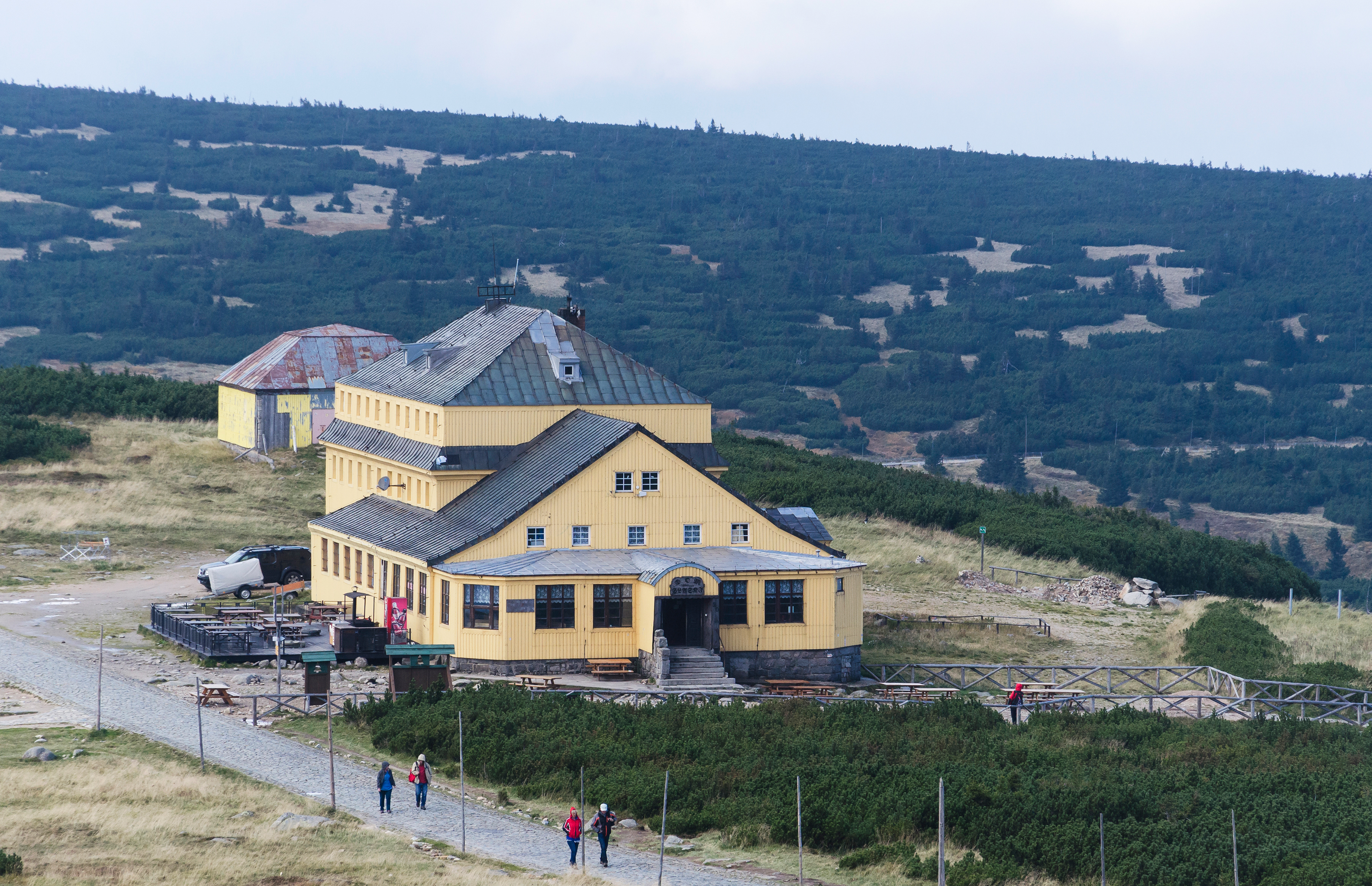
Widok od wschodu

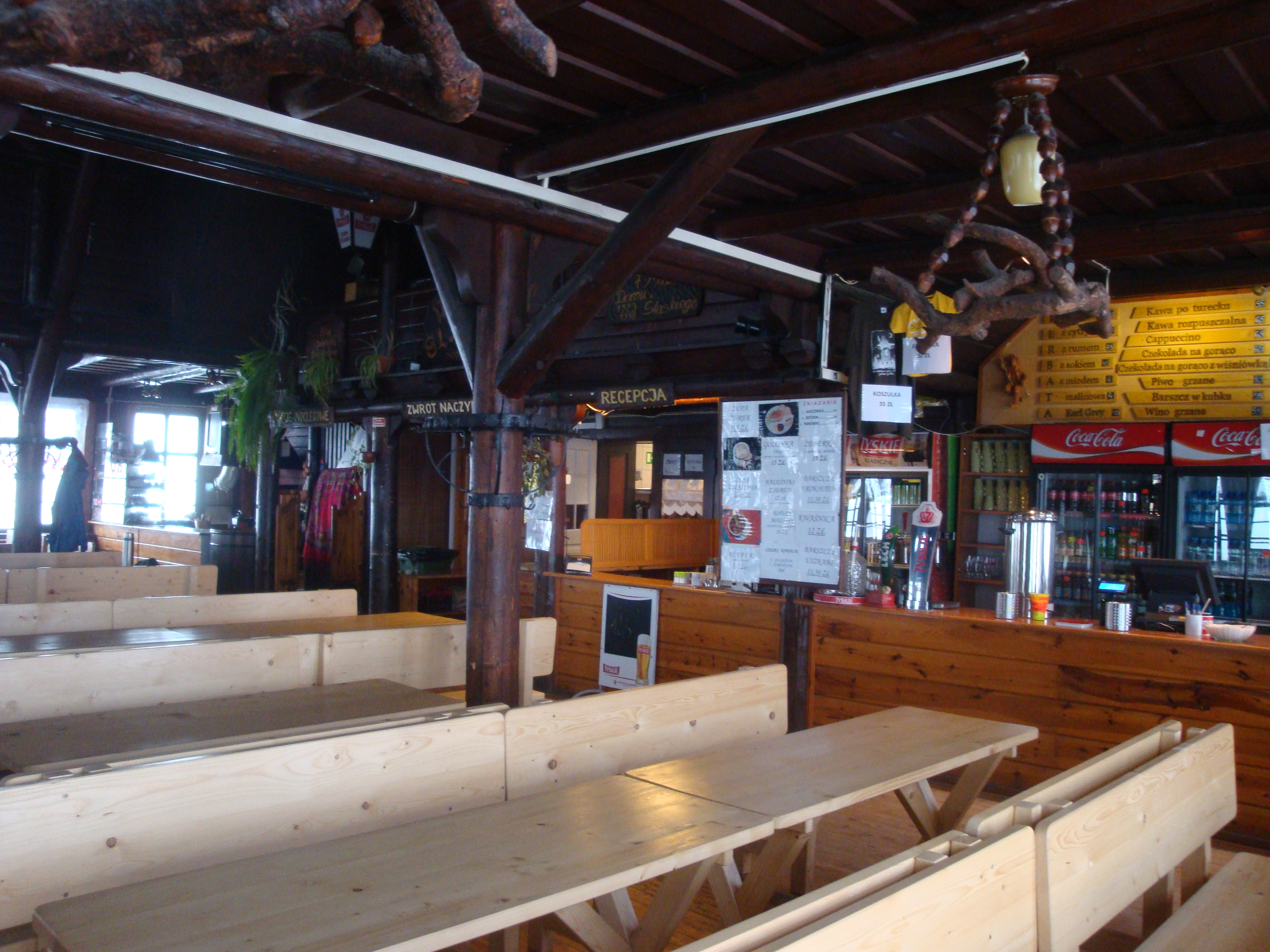
Wnętrze jadalni i bar

Schronisko Górskie „Dom Śląski” (czasami występuje pod nazwą „Śląski Dom”, historycznie niem. Schlesierhaus) – turystyczne schronisko górskie w Sudetach w paśmie Karkonoszy położone na wysokości 1400 m n.p.m.

## Położenie
Schronisko leży w Karkonoszach we wschodniej części Równi pod Śnieżką na Przełęczy pod Śnieżką przy granicy czesko-polskiej (jest to najwyżej położone schronisko w Sudetach Polskich). W pobliżu schroniska zachował się fragment tundry norweskiej z charakterystycznym niskim trzycentymetrowym wrzosem. Torfowiska na Równi po Śnieżką, nieopodal schroniska, należą do najwspanialszych w Europie. Obok schroniska znajdowało się turystyczne przejście graniczne.

## Historia
W XVII wieku na Przełęczy pod Śnieżką postawiono budę służącą za schronienie drwalom i pasterzom. W 1847 po śląskiej stronie stanęło pierwsze schronisko, będące opozycją dla Riesenbaude (później Obří bouda), znajdującego się tuż obok, po czeskiej (wówczas habsburskiej) stronie. Początkowo nazywało się Heldmannbaude – od nazwiska właściciela. W 1888 spłonęło (nie jest wykluczone, że podpalił je Reinard Schulz, właściciel Riesenbaude), a w 1904 wzniesiono nowe.
Obecny budynek jest trzecim z kolei obiektem w tym miejscu, powstał w latach 1921-1922. Budynek zbudowano według projektu wrocławskiego architekta Herberta Erasa. Z zewnątrz reprezentuje formę charakterystyczną dla niemieckich schronisk sudeckich z okresu międzywojennego – schodkowy lub piramidalny kształt dachu, parter i piętro oszalowane deskami, a sam dach i poddasze pokryto płytkami eternitu. Na parterze znajdowała się kuchnia, bufet, hol wejściowy, sala jadalna stylizowana na alpejską oraz pomieszczenia gospodarcze. Wnętrze utrzymane było w ciepłej, czerwonożółtej tonacji. Na pierwszym piętrze i poddaszu znajdowały się miejsca noclegowe z sanitariatami.
W 1923 dobudowano oszkloną werandę oraz przebudowano pomieszczenia kuchenne. Schronisko mieściło wówczas 66 osób w pokojach 1-, 2- i 3-osobowych oraz około 60 w sali zbiorczej. Obok schroniska we wrześniu 1924 z inicjatywy właściciela schroniska Hugo Teichmanna uruchomiono eksperymentalną, największą w ówczesnych Niemczech turbinę wiatrową o mocy 100 kW, co spotkało się z krytyką osób uważających, że nie pasuje ona do otoczenia. Działała ona jednak tylko do stycznia 1925, kiedy to górna część uległa zniszczeniu z powodu nadmiernej masy śniegu i szadzi.
Po II wojnie schronisko zarządzane było przez DTTK i PTT, a od roku 1951 przez PTTK. Od listopada 1950 w schronisku znajdowała się strażnica WOP, a później Straży Granicznej. Schronisko nosiło nazwy: Pod Śnieżką, Na Równi pod Śnieżką, Dom Śląski. W 1982 rozebrano stojące naprzeciwko czeskie schronisko Obří bouda (Riesenbaude). Od lipca 2005, kiedy Straż Graniczna zwolniła budynek należący do Starostwa Powiatowego w Jeleniej Górze, Dom Śląski służy wyłącznie turystom. Od 2007 obiekt jest własnością prywatną.

## Turystyka
Schronisko znajduje się przy węźle szlaków turystycznych:
- niebieski – prowadzący z Karpacza przez Śląski Grzbiet na Śnieżkę,
- czarny – prowadzący z Karpacza przez Kopę na Śnieżkę,
- czerwony – prowadzący ze Szklarskiej Poręby przez Szrenicę na Śnieżkę - Droga Przyjaźni Polsko-Czeskiej,
- czerwony – prowadzący z Przełęczy pod Śnieżką przez Kocioł Łomniczki od Karpacza,
- niebieski – prowadzący z Przełęczy pod Śnieżką na czeską stronę Karkonoszy do Harrachova,
- – prowadzący z miasta Pec pod Sněžkou do Szpindlerowego Młyna (czeski).